# 外地島
26°10′07″N 127°17′34″E / 26.16861°N 127.29278°E
外地島是沖繩群島慶良間群島中的一個無人島，位於阿嘉島東南約2公里處，行政區劃上屬於沖繩縣島尻郡座間味村。面積0.83平方公里，周長4.6公里。
外地島上建有慶良間機場，與有人居住的慶留間島之間以慶留間橋連接。原為慶留間島居民的耕作地，1982年起建設機場。